# 9437 Hironari
A 9437 Hironari (ideiglenes jelöléssel (9437) 1997 EA3) a Naprendszer kisbolygóövében található aszteroida. Kobajasi Takao fedezte fel 1997. március 4-én.